# Советское (район Магжана Жумабаева)
Советское (каз. Советское) — село в районе Магжана Жумабаева Северо-Казахстанской области Казахстана. Административный центр сельского округа Алтын дан (до 2018 года — Советского сельского округа). Код КАТО — 593673100.

## География
Расположено около озера Большой Сарыайгыр.

## Население
В 1999 году население села составляло 2432 человека (1175 мужчин и 1257 женщин). По данным переписи 2009 года в селе проживало 2078 человек (1010 мужчины и 1068 женщин).